# Kawamura Kageaki
El vizconde  Kageaki Kawamura  (川村 景明  Kawamura Kageaki?,  8 de abril de 1850 - 28 de abril de 1926) fue un Mariscal de Campo del Ejército Imperial Japonés.

## Biografía
Kawamura nació en Kagoshima en el dominio feudal de Satsuma han (actualmente prefectura de Kagoshima).
Luchó, como samurái, en la guerra anglo-satsuma. Formó parte de las fuerzas de Satsuma en la guerra Boshin para derrocar al Shogunato Tokugawa. Tras la Restauración Meiji fue nombrado oficial de la Guardia Imperial de Japón. Más tarde, participó como oficial de campaña en la supresión de varias insurrecciones durante los primeros años de la Era Meiji, incluyendo la Rebelión Hagi y la Rebelión Satsuma.
Kawamura mandó su división de la Guardia Imperial en la primera guerra sino-japonesa y fue al frente, en Taiwán, como comandante de campo. A la conclusión de esta guerra, le fue otorgado, por el emperador Meiji, el título de danshaku (baron), bajo el sistema de nobleza kazoku.
En la guerra ruso-japonesa de 1904-1905, Kawamura sucedió al Príncipe Fushimi Sadanaru como comandante de la 10.ª División Japonesa, y sirvió notablemente como comandante de campo en la batalla del río Yalu (1904) y en la batalla de Mukden (1905). Tras la victoria japonesa, el Emperador Meiji le otorgó el título de shishaku (vizconde).
Tras la guerra, Kawamura sirvió como jefe de la guarnición de Tokio, y, en 1915, fue nombrado “Gensui” (Mariscal de Campo).
Sus condecoraciones japonesas incluyen la Orden del Milano de Oro de 1.ª clase; la Orden del Sol Naciente de 1.ª clase con Flores de Paulownia y Gran Cordón; y el Gran Cordón de la Suprema Orden del Crisantemo.
La tumba de Kawamura está en el cementerio de Aoyama, en Tokio.